# 肝付兼柄
肝付 兼柄（きもつき かねえだ）は、江戸時代中期の薩摩藩士。喜入肝付氏5代当主。薩摩喜入領主。
喜入肝付氏は肝付氏12代・肝付兼忠の三男・兼光を祖とする庶流。
寛文5年（1665年）、肝付久兼の子として生まれる。延宝3年（1675年）、藩主・島津光久の面前で元服する。天和3年（1683年）、藩主光久の娘を室に迎える。貞享2年（1685年）、大目付となる。宝永4年（1707年）、父の隠居により家督相続する。同年、国分地頭職。
宝永6年（1709年）、藩主・吉貴より家老職を拝命する。正徳2年（1712年）、一所持ちに列する。正徳4年（1714年）、藩主吉高の参勤に従って江戸に下向する琉球尚敬王の将軍就任慶賀使を監督する。共に江戸城に登城し、将軍・家継に拝謁する。享保2年（1717年）、幕府の巡見使を領内に迎える。
享保3年（1718年）3月17日没。享年54。家督は嫡男・兼逵が相続した。